# Marlin Schmidt
Marlin Schmidt, né le 16 octobre 1978 à Edmonton, est un homme politique canadien, ministre de l'Enseignement supérieur au sein du gouvernement de Rachel Notley de 2016 à 2019.
Depuis 2015, il est membre à l'Assemblée législative de l'Alberta représentant la circonscription d'Edmonton–Gold Bar en tant que membre du Nouveau Parti démocratique de l'Alberta. 